# Nistru, Maramureș
Nistru (în maghiară Miszbánya) este o localitate componentă a orașului Tăuții-Măgherăuș din județul Maramureș, Transilvania, România.

## Istoric
Prima atestare documentară: 1555 (Miszt). 

## Etimologie
Etimologia numelui localității: din s. nistru „apă mare curgătoare, ce șerpuiește într-o luncă largă, cu multe brațe moarte, bălți și lacuri, luncă uscată". 

## Demografie
La recensământul din 2011, populația era de 1.136 locuitori. 